# Chitala ornata
Chitala ornata е вид лъчеперка от семейство Notopteridae. Видът не е застрашен от изчезване.

## Разпространение и местообитание
Разпространен е във Виетнам, Камбоджа, Лаос и Тайланд. Внесен е в Мианмар и Филипини.
Обитава сладководни басейни и реки в райони с тропически климат.

## Описание
На дължина достигат до 1 m, а теглото им е максимум 4950 g.
Популацията на вида е стабилна.